# James Hillhouse
James Hillhouse, född 20 oktober 1754, död 29 december 1832, var en amerikansk jurist, fastighetsutvecklare och politiker från New Haven, Connecticut. Han representerade Connecticut i båda kamrar i USA:s kongress.

## Tidigt liv
James Hillhouse föddes i Montville, Connecticut, som son till William Hillhouse, och adopterades av sin barnlösa farbror med fru, James Abraham och Mary Lucas Hillhouse. Han tog examen från Yale 1773 och antogs till advokatsamfundet 1775. Han blev kapten i Governor's Foot Guards, en del av milisen under amerikanska revolutionen.

## Politisk karriär
Hillhouse var ledamot av Connecticuts representanthus 1780 och USA:s representanthus som representant för hela Connecticut från 1791 till 1796. Han var amerikansk senator från Connecticut från 1796 till 1810. En tid var han också tillförordnad talman i senaten.
Han och flera andra politiker i New England föreslog 1803 att New England skulle lämna USA, eftersom Jeffersons demokrater och fick allt större inflytande och för köpet av Louisiana, som de ansåg skulle minska de nordliga delstaternas inflytande ytterligare. Åren 1814–1815 var han delegat för Connecticut vid Hartford Convention, som behandlade frågan om utträde i samband med 1812 års krig.

## Arv
Hillhouse har ansvaret för en stor del av New Havens nuvarande utseende och var i många år skattmästare för Yale University. Han var aktiv förkämpe för att plantera de almar som gav New Haven smeknamnet Elm City (Almstaden). Hillhouse Avenue och James Hillhouse High School i New Haven har fått namn efter honom.
Han avled i New Haven 1832 och är begravd på Grove Street Cemetery där.
Han var systerson till guvernören i Connecticut Matthew Griswold och farbror till Thomas Hillhouse.